# Tatiara District Council
Koordinaten: 36° 19′ S, 140° 46′ O

Der District Council of Tatiara ist ein lokales Verwaltungsgebiet (LGA) im australischen Bundesstaat South Australia. Das Gebiet ist 6476 km² groß und hat etwa 6600 Einwohner (2016).
Tatiara liegt im Südosten von South Australia etwa 250 Kilometer südöstlich der Metropole Adelaide an der Grenze zu Victoria. Das Gebiet beinhaltet 28 Ortsteile und Ortschaften: Banealla, Bangham, Bordertown, Brecon, Brimbago, Buckingham, Cangara, Cannawigara, Carew, Custon, Geegeela, Jack’s Camp, Keith, Kongal, Lowan Vale, Makin, Moonkoora, Mount Rescue, Mundulla, Nalang, Padthaway, Pooginagoric, Sherwood, Swedes Flat, Wampoony, Western Flat, Willalooka und Wirrega. Der Verwaltungssitz des Councils befindet sich in Bordertown im Osten der LGA.

## Verwaltung
Der Council von Tatiara hat zehn Mitglieder, neun Councillor werden von den Bewohnern der zwei Wards gewählt (sieben aus dem East, zwei aus dem West Ward). Diese beiden Bezirke sind unabhängig von den Ortschaften festgelegt. Der Ratsvorsitzende und Mayor (Bürgermeister) wird zusätzlich von allen Bewohnern der LGA gewählt.